# Estadi HaYud-Alef
L'Estadi HaYud-Alef, (en hebreu: אצטדיון הי"א באשדוד), és un estadi multipropòsit a la ciutat de Asdod, a Israel. Deu el seu nom a Els 11 atletes, Qui van ser assassinats per terroristes Durant els Jocs Olímpics d'Estiu de 1972. Actualment l'estadi és utilitzat per tres equips de futbol de asdod: el Moadon Sport Ashdod, el Maccabi Ironi Asdod, i el Hapoel Asdod. Té una capacitat de 7.800 seients.
La construcció va començar el 1961. En el moment de la inauguració, el 1966, només hi havia una superfície herbosa i una paret al seu voltant. El 1972 es van construir seients de formigó, al costat oest. El 1990, s'hi van afegir escons als costats del nord i del sud.

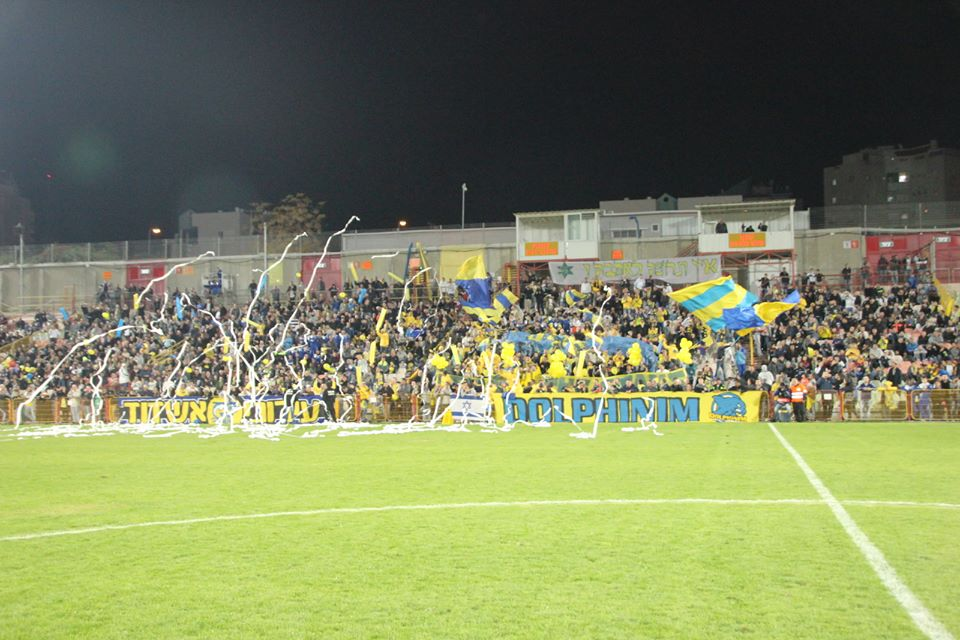
La galeria occidental